# هرلسهاوزن
هرلسهاوزن (به آلمانی: Herleshausen) یک شهر در آلمان است که در ورا-مایسنر واقع شده‌است. هرلسهاوزن ۳٬۰۲۲ نفر جمعیت دارد.